# Модок (округ, Каліфорнія)
Шаблон:StateAbbr_ 41°36′ пн. ш. 120°43′ зх. д. / 41.6° пн. ш. 120.72° зх. д.
Округ Модок (англ. Modoc County) — округ (графство) у штаті Каліфорнія, США. Ідентифікатор округу 06049.

## Історія
Округ утворений 1874 року.

## Демографія
За даними перепису
2000 року
загальне населення округу становило 9449 осіб, зокрема міського населення було 2831, а сільського — 6618.
Серед мешканців округу чоловіків було 4780, а жінок — 4669. В окрузі було 3784 домогосподарства, 2551 родин, які мешкали в 4807 будинках.
Середній розмір родини становив 2,91.
Віковий розподіл населення поданий у таблиці:
| Стать    | До 15 років | 15-21 | 22-29 | 30-39 | 40-49 | 50-65 | 65-85 | Понад 85 |
| -------- | ----------- | ----- | ----- | ----- | ----- | ----- | ----- | -------- |
| Чоловіки | 1012        | 463   | 322   | 549   | 697   | 961   | 719   | 57       |
| Жінки    | 890         | 384   | 301   | 553   | 728   | 926   | 781   | 106      |

## Суміжні округи
- Клемет, Орегон — північ
- Лейк, Орегон — північ
- Вошо, Невада — схід
- Лассен — південь
- Шаста — південний захід
- Сискію — захід

## Виноски
1. ↑  U.S. Decennial Census. United States Census Bureau. Архів оригіналу за 19 липня 2018. Процитовано 28 вересня 2015.
2. ↑  Historical Census Browser. University of Virginia Library. Архів оригіналу за 30 травня 2019. Процитовано 28 вересня 2015.
3. ↑  Forstall, Richard L., ред. (27 березня 1995). Population of Counties by Decennial Census: 1900 to 1990. United States Census Bureau. Архів оригіналу за 24 вересня 2015. Процитовано 28 вересня 2015.
4. ↑  Census 2000 PHC-T-4. Ranking Tables for Counties: 1990 and 2000 (PDF). United States Census Bureau. 2 квітня 2001. Архів оригіналу (PDF) за 18 грудня 2014. Процитовано 28 вересня 2015.
5. ↑  State & County QuickFacts. United States Census Bureau. Архів оригіналу за 28 липня 2011. Процитовано 4 квітня 2016.(англ.) Наведено за англійською вікіпедією.
6. ↑  American FactFinder. Бюро перепису населення США. Архів оригіналу за 26 лютого 2012. Процитовано 31 січня 2008.

| США | Це незавершена стаття з географії США. Ви можете допомогти проєкту, виправивши або дописавши її. |